# Go (musikalbum)
Go är det femte albumet av den amerikanska alternativ rock-gruppen Vertical Horizon. Det släpptes 2003 på RCA Records. Albumet hade från början ett releasedatum under 2002, men på grund av byten i ledningen hos RCA Records senarelades släppet med ett år. Den första singeln var "I'm Still Here", som hade lagts till albumet under senareläggningen. Alla låtar är skrivna och sjungs av Matthew Scannell, till skillnad från tidigare album av Vertical Horizon där minst en låt skrevs och sjöngs av Keith Kane.
Den 28 juni 2005 släppte Hybrid Recordinds (ett skivbolag under RCA Records huvudbolag BMG) en ny version av Go kallad "G0 2.0". Albumet hade nytt omslag och en bonuslåt, "Better When You're Not There". Ordningen på låtlistan var också något omkastad.
Efter nysläppet släpptes "Forever" och "When You Cry" som singlar år 2005 respektive 2006.

## Låtlista

### Go
45:07
1. "When You Cry" - 3:31
2. "I'm Still Here" - 3:54
3. "Forever" - 4:28
4. "Sunshine" - 3:19
5. "Goodbye Again" - 4:44
6. "Echo" - 4:06
7. "It's Over" - 3:47
8. "One of You" - 3:34
9. "Won't Go Away" - 3:52
10. "Inside" - 5:20
11. "Underwater" - 4:32

### Go 2.0
1. "When You Cry" - 3:31
2. "I'm Still Here" - 3:54
3. "Forever" - 4:28
4. "Better When You're Not There" - 4:18
5. "Goodbye Again" - 4:44
6. "Echo" - 4:06
7. "Sunshine" - 3:19
8. "It's Over" - 3:47
9. "One of You" - 3:34
10. "Won't Go Away" - 3:52
11. "Inside" - 5:20
12. "Underwater" - 4:32

## Övrigt
- Den japanska versionen av det första albumet innehöll en bonuslåt, "One Time Around".